# Heidezenegroen
Heidezenegroen of harig zenegroen (Ajuga genevensis, synoniem: Ajuga alpina) is een in Nederland ingevoerde, zeldzame, vaste plant. De plant komt voor in Midden- en Zuid-Europa en in Zuidwest-Azië. Vooral in Zwitserland zijn er op enkele plaatsen forse aantallen van te vinden.
Heidezenegroen wordt 15–30 cm hoog. De stengels van heidezenegroen zijn wollig behaard. De plant vormt geen uitlopers, maar ondergrondse wortelstokken en bloeit van mei tot september met blauwe bloemen. De getande schutblaadjes onder de bloemkransen zijn iets kleiner dan de gewone blaadjes.
Heidezenegroen komt voor in weilanden, bosranden en op heuvelachtige heidevelden met zonnige en licht beschaduwde plaatsen op droge grond.

## Namen in andere talen
- Deens:  Kritsuga
- Engels: Erect Bugle, Geneva Bugle
- Zweeds: Hammasakankaali